# Comitato Olimpico d'Israele
Il Comitato Olimpico d'Israele (noto anche come "הוועד האולימפי בישראל" in ebraico) è un'organizzazione sportiva israeliana, fondata nel 1933 a Tel-Aviv, Israele.
Rappresenta questa nazione presso il Comitato Olimpico Internazionale (CIO) dal 1952 ed ha lo scopo di curare l'organizzazione ed il potenziamento dello sport in Israele e, in particolare, la preparazione degli atleti israeliani, per consentire loro la partecipazione ai Giochi olimpici. Il comitato, inoltre, fa parte dei Comitati Olimpici Europei.
L'attuale presidente dell'organizzazione è Zvi Varshaviak, mentre la carica di segretario generale è occupata da Efraim Zinger.

## Storia
Il comitato venne fondato nel 1933, durante il mandato britannico della Palestina. In pratica, era controllato dall'organizzazione sportiva Maccabi, sotto la supervisione della porzione ebrea del paese, che in quel momento era in minoranza in Palestina.
Dopo l'istituzione dello stato di Israele nel 1948, il comitato venne riorganizzato nel 1951 grazie al Maccabi e dell'Hapoel, le due maggiori organizzazioni sportive del paese. Venne riconosciuta nei primi mesi del 1952, in tempo per partecipare ai Giochi della XV Olimpiade di Helsinki, nello stesso anno. Israele inviò atleti in tutte le Olimpiadi estive successive, ad eccezione dei giochi olimpici di Mosca del 1980, per protestare con l'invasione sovietica dell'Afghanistan. Solo nel 1994, Israele fece il suo debutto alle Olimpiadi invernali di Lillehammer, divenendo da quel momento un membro abituale.
Tra il 1954 e il 1974, Israele prese parte ai Giochi asiatici, ma la pressione politica dei paesi arabi portò all'esclusione del Consiglio Olimpico d'Asia del 1981. Divenne quindi membro del Comitato Olimpico Europeo nel 1994. Dal 1995, partecipa alle "Giornate olimpiche della gioventù europea".